# Налиматывис
Налиматывис (устар. Налима-Ты-Вис) — река в Шурышкарском районе Ямало-Ненецкого АО. Устье находится в 29 км по правому берегу реки Мокрая Сыня, длина реки 34 км — 18 км собственно Налиматывис, от озера Налиматы, до впадения в озеро река называется Танюрашор.

## Данные водного реестра
По данным государственного водного реестра России относится к Нижнеобскому бассейновому округу, водохозяйственный участок реки — Обь от впадения реки Северная Сосьва до города Салехард, речной подбассейн реки — бассейны притоков Оби ниже впадения Северной Сосьвы. Речной бассейн реки — (Нижняя) Обь от впадения Иртыша.